# Ceramius brevitarsis
Ceramius brevitarsis är en stekelart som beskrevs av Friedrich W. Gess 1997. Ceramius brevitarsis ingår i släktet Ceramius och familjen Masaridae. Inga underarter finns listade.